# Provincia di Fars
La provincia di Fars (in persiano  فارس‎, Fārs), anche precedentemente noto come "Farsistan" (فارسستان‎), è una delle trentuno province dell'Iran. Si trova nel sud del paese e ha per capoluogo Shiraz. Copre una superficie di 122.400 km². Nel 1996 la provincia contava circa 3.800.000 abitanti, dei quali il 58% inurbati.
Il Fars fu la patria originaria del popolo persiano e, in assoluto, una delle più ricche e meglio organizzate province del Califfato dei Rashidun, di quello omayyade e di quello abbaside.
La lingua dell'Iran, il Fārsi, prende il suo nome da questa provincia. Anche l'antico nome del paese, Persia, deriva dalla forma greca, Persis (reso anche con Perside), del nome originario della provincia, Pārsā.

## Geografia e clima

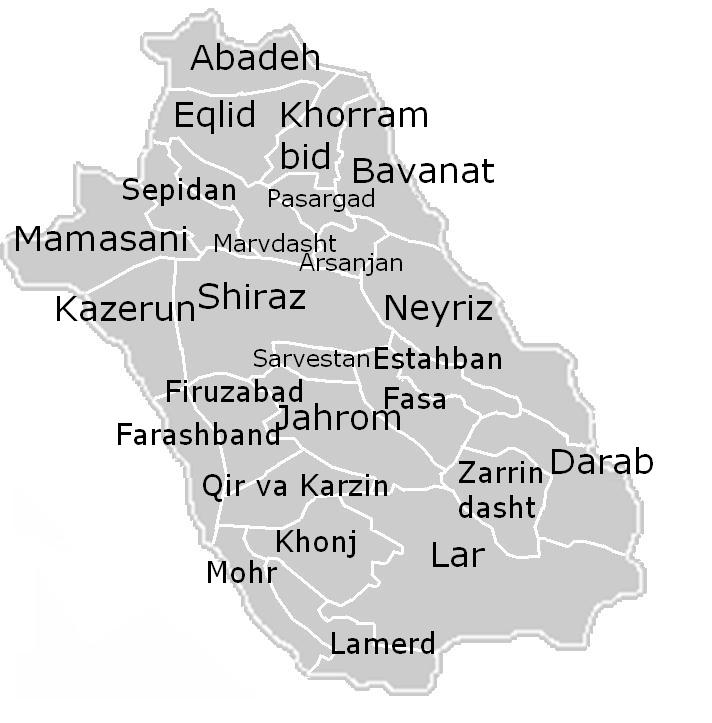
Gli shahrestān della provincia di Fars.

I monti Zagros, che si estendono da nordovest a sudest, dividono la provincia in due distinte regioni geografiche, entrambe montuose. La provincia è divisa nei seguenti 29 shahrestān:
- Shahrestān di Abadeh
- Shahrestān di Arsanjan
- Shahrestān di Bovanat
- Shahrestān di Darab
- Shahrestān di Eqlid
- Shahrestān di Estahban
- Shahrestān di Farashband
- Shahrestān di Fasa
- Shahrestān di Firuzabad
- Shahrestān di Gerash (era parte dello shahrestān di Larestan)
- Shahrestān di Jahrom
- Shahrestān di Kavar (era parte dello shahrestān di Shiraz)
- Shahrestān di Kazerun
- Shahrestān di Kharameh (era parte dello shahrestān di Shiraz)
- Shahrestān di Khanj
- Shahrestān di Khorrambid
- Shahrestān di Lamerd
- Shahrestān di Larestan
- Shahrestān di Mamasani
- Shahrestān di Marvdasht
- Shahrestān di Mehr
- Shahrestān di Neyriz
- Shahrestān di Pasargad
- Shahrestān di Qirokarzin
- Shahrestān di Rostam (era parte dello shahrestān di Mamasani)
- Shahrestān di Sarvestan (era parte dello shahrestān di Shiraz)
- Shahrestān di Sepidan
- Shahrestān di Shiraz
- Shahrestān di Zarrindasht

Il clima è freddo in inverno e tiepido in estate sulle montagne del nordovest, mentre inverni miti e piovosi ed estati calde e secche si hanno nella zona centrale. Nel sudest, infine, si hanno inverni temperati ed estati torride. La temperatuta media annuale di Shiraz è 16,8 °C, quella di gennaio 4,7 °C e di luglio 29,2 °C.

## Storia e cultura
Culla della civiltà e della cultura persiane, il Fars fu il centro dell'immenso Impero achemenide, il primo Impero persiano. Anche la dinastia sasanide fondata da Ardashir I ebbe sede nella provincia. 

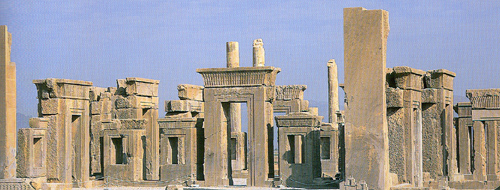
Le rovine di Persepoli, distrutta e incendiata da Alessandro Magno.

Durante la conquista araba, il Fars fu una delle regioni che resistette più strenuamente. Si arrese, infine, come il resto del paese ai nuovi dominatori.
In epoca islamica la provincia passò da una dinastia all'altra, da quella saffaride (IX secolo) a quella buwaihide (934-1062), da quella selgiuchide (XII secolo) a quella muzaffaride (XIV secolo), per essere infine sottomessa dai Safavidi ai primi del XVI secolo.
La posizione geografica, in prossimità del Golfo Persico, e la natura del territorio ha reso il Fars un luogo di stanziamento per diversi popoli provenienti da altre regioni, come arabi, turchi ed, ovviamente, popoli iranici; tuttavia, la capacità delle originarie tribù del Fars di conservare l'unità della cultura e del proprio stile di vita costituisce parte di quell'eredità culturale iraniana che attrae i visitatori.

## Fars oggi
L'aeroporto di Shiraz è il maggiore della regione. Le città di Lar e Lamerd hanno anch'esse aeroporti che le collegano a Shiraz, Teheran e ai paesi del Golfo Persico come Emirati Arabi Uniti e Bahrein. Shiraz si trova lungo la strada principale che va da Teheran al sud dell'Iran.
I principali prodotti agricoli della regione sono cereali (frumento e orzo), agrumi, datteri, barbabietole da zucchero e cotone.
Industrie: petrolchimica, raffinerie di petrolio, produzione di pneumatici, elettronica e zuccherifici.
Il turismo è un settore importante dell'economia di Fars, come quello dell'artigianto: lavorazione dell'argento e ricamo a Shiraz, tessitura a Abadeh, ceramica a Estahban; fabbricazione di vari tipi di tappeti, jajim (lana e cotone) e kelim (pelo di capra) a Firuzabad.

## Notabili di Fars
- Mansur Hallaj
- Salman al-Farisi
- Saʿdi
- Hafez
- Mulla Sadra
- Qotb al-Din Kazeruni
- Reza Malekzadeh
- Abdolreza Hajipur
- Christiane Amanpour
- Sibawayh
- Karim Khan
- Lotf Ali Khan
- Dolatabadi
- Ibn Muqaffa
- Zahra Kazemi
- Ladan e Laleh Bijani
- Shāh Shuja'
- Khwaju Kermani
- Asghar Shekari
- Seyyed Zia'eddin Tabatabaee
- Ibn Khafif
- Sheikh Ruzbehan
- Professore Nezameddin Faghih[5][6]
- Afshin Ghotbi
- Meulana Shahin Shirazi
- Junayd Shirazi
- Mohsen Kadivar
- Ata'ollah Mohajerani
- Saeed Emami
- Gholam Reza Azhari
- Siyyid Mírzá 'Alí-Muhammad, Báb
- Mohammad Hashem Pesaran
- Firouz Naderi
- Ebrahim Golestan
- Kaveh Golestan
- Habibollah Peyman
- Mohsen Safaei Farahani
- Simin Dāneshvar
- Majid Tavakoli